# سي-802
سي-802 هو نسخة مطورة التصدير للصاروخ المضادة للسفن الصيني يج-8 وقد كشفت لأول مرة في عام 1989 من قبل أكاديمية هايينغ للتكنولوجيا الكهربائية والميكانيكية الصينية والمعروفة أيضا باسم الأكاديمية الثالثة. نظرا لانعكاس الرادار الصغير من طراز ينججي -82 وانخفاض مسار رحلة الهجوم (خمسة إلى سبعة أمتار فقط فوق سطح البحر) والقدرة القوية المضادة للتشويش من نظام التوجيه والسفن المستهدفة لديه فرصة صغيرة جدا لاعتراض الصاروخ. هناك حاجة لمرة واحدة على ضرب ينجي-82 على الرغم من أن مصدر واحد غير متحكم يدعي أنه يصل إلى 98٪. يمكن إطلاق ينججي-82 من الطائرات والسفن السطحية والغواصات والمركبات البرية.
عادة ما يساء فهمها حتى في الصين أن سي-802 هو الإصدار للتصدير من يج-82 ولكن في الواقع يج-82 هو النسخة المحمولة جوا من يج-8 الذي لم يتم تصديره.

## التصميم
تم اشتقاق الصاروخ المضاد للسفن سي-802 من الصاروخ الصيني يج-8 (سي-801) مع مجموعة موسعة. ويج-82 يشبه خارجيا يج-8 وله نفس الدافع الصاروخي الصلب ونظام التوجيه كما يج-8. الفرق الأكثر تميزا عن يج-82 هو أنه يستخدم نفاث مع البرافين (الكيروسين) الوقود القائم على استبدال محرك الصاروخ الصلب الأصلي. لهذا السبب تم تمديد جسم الطائرة لاستيعاب الوقود الإضافي. كما تم تمديد النطاق الأقصى للصاروخ من 40 كيلومتر الأصلي (أو 80 كيلومتر ليج-81 / سي-801أ) إلى 120 كيلومتر.
ويج-82 متطابق تقريبا مع يج-8 في المظهر وبصرف النظر عن جسم الطائرة الأطول قليلا ومدخل الهواء للمحرك النفاث. الصاروخ لديه الجسم النحيف والأنف البيضاوي. هناك أربعة أجنحة دلتا وأربعة أسطح تحكم أصغر وأربعة أجنحة كبيرة مع ذيل استقرار. يتم تركيب أجنحة الذيل على معزز الصاروخ وتضيع عندما ينفصل المعزز من جسم الصاروخ. يقع مدخل الهواء بين الزعانف الرئيسية تحت جسم الصواريخ. يتم طي الجبهة وأجنحة الذيل عندما ينطلق الصاروخ.
عندما يتم إطلاق الصاروخ فإن الداعم الصاروخي الصلب يسرع من سرعة الصاروخ إلى 0.9 ماخ في بضع ثوان. بعد حرق المعزز فإنه ينفصل عن جسم الصاروخ ويبدأ محرك نفاث الصاروخ. التي تسيطر عليها نظام الطيار الآلي بالقصور الذاتي ومقياس الارتفاع الراديو الذباب الصاروخ على سرعة المبحرة 0.9 ماخ وخفض الارتفاع إلى 10-20 متر (اعتمادا على حالة البحر) من الأصلي 20-30 متر في سي-801 / يج-81.
عند دخول المرحلة النهائية من الرحلة وتبديل الصواريخ على رادار التوجيه الطرفية للبحث عن الهدف. مرة واحدة ضمن بضعة كيلومترات من الهدف والصواريخ تنخفض إلى 3-5 متر فوق مستوى سطح البحر عن نفس صاروخ إكسوسيت الفرنسي. هذا الارتفاع هو أقل قليلا من الأصلي 5-7 متر في سي-801 / يج-81. يمكن للصاروخ أيضا المناورة خلال المرحلة النهائية لجعله هدفا أصعب بالنسبة لأنظمة الدفاع الجوي المحمولة على متن السفن. عند الاقتراب من الهدف فإ الصاروخ يغطس لضرب خط الماء من السفينة لإلحاق أقصى قدر من الضرر. في المعرض الجوي السادس في تشوهاي الذي عقد في نهاية عام 2006 كشفت الشركة المصنعة أن نهج المنبثقة ووظائف رحلة التفتيش يتم العمل عليها.
فضلا عن رادار التوجيه النهائي في منتصف الطريق هو بالقصور الذاتي. خلال التوجيه بالقصور الذاتي وقد تم تجهيز الصاروخ يج-8 أيضا مع جهاز مقياس الارتفاع الراداري للاستخدام مع الطيار الآلي خلال الرحلة البحرية. رادار التوجيه الطرفي الصاروخي مع نظام مونوبولز تمتلك قدرات عالية لمكافحة التشويش. يسمح مقياس الارتفاع الراديوي العالي الدقة للصاروخ بأن يكون له طيران على ارتفاعات أدنى فوق البحر وعادة ما يتراوح طوله بين 20 و30 مترا.
يستخدم الصاروخ الرؤوس الحربية المضادة للانفجارات شبه المضادة للدروع التي يبلغ وزنها 165 كيلوغرام والتي تعتمد على الطاقة الحركية للصاروخ لتخترق السفينة وتختراق وتنفجر في داخل السفينة. قد يكون يج-82 أعلى احتمال ضرب واحد من يج-8 / يج-81.

### التطوير
يتم تمويل معظم ترقيات سي-802 ليس من قبل الحكومة الصينية ولكن من قبل الشركات المصنعة والشركات التجارية نفسها. ركزت معظم التحسينات على أنظمة التوجيه.
يمكن استبدال مقياس ارتفاع الرادار بمقياس الارتفاع بالليزر الذي تم تطويره حديثا وهو أقل احتمالا بكثير للكشف عن طريق الاسم. يمكن تعديل مقياس الارتفاع بالليزر لجميع طرازات هذه الصواريخ المضادة للسفن.
شملت واحدة من الترقيات الأولى دمج توجيه صاروخ موجه الأشعة تحت الحمراء بحيث يكون هناك نظام التوجيه المزدوج مماثل لتلك التي في الصواريخ التايوانية هسيونغ فنغ الثاني. أصبح التصوير بالأشعة تحت الحمراء طالب ومساعد التلفزيون مماثل لتلك التي من سي-701 صاروخ مضاد للسفن المتاحة في وقت لاحق. يقال أن باحث الأشعة تحت الحمراء التصوير المستمد من تكنولوجيا تصوير الأشعة تحت الحمراء المتقدمة وضعت للصواريخ جو - جو الصينية. هؤلاء الباحثين الثلاثة قابل للتبادل مع طالب الرادار الأصلي ويمكن تركيبه في قواعد بحرية بدلا من المصنع.
كما طالب الأشعة تحت الحمراء التصوير والتلفزيون طالب أصغر بكثير من طالب الرادار وقد اتخذت الشركة المصنعة الاستفادة من مساحة إضافية لتطوير مجموعة متنوعة من الباحثين مجتمعة للحصول على التوجيه المزدوج والتي تشمل: الرادار وتوجيه تصوير الأشعة تحت الحمراء والتلفزيون وتوجيه التصوير بالأشعة تحت الحمراء والنطاق المزدوج (الأشعة تحت الحمراء والتصوير بالأشعة تحت الحمراء). يمكن أيضا أن يتم تركيب هؤلاء الباحثين مجتمعين في القواعد البحرية. تقول الشركة المصنعة أنه اعتبارا من الربع الأخير من عام 2006 لم يتم استلام أي طلبات لأي من الباحثين المشتركين باستثناء الرادار والأشعة تحت الحمراء وذلك بسبب مشاكل التمويل.
أضيفت وصلة بيانات مقترنة مع طالب الرادار والرادار المزدوج وطالب التوجيه بالأشعة تحت الحمراء المسلحة في سي-802 لتمكين الصاروخ من الحصول على المعلومات المستهدفة التي تقدمها الطائرات وأصبح هذا في وقت لاحق ميزة قياسية. تم إجراء أول اختبار ناجح لاطلاق النار من سي-802 مع داتالينك مع هاربين ش-5 أسو مجهز بالرادار البريطاني وبعد فترة وجيزة مع الطائرة الدورية البحرية ي-8اكس المجهزة برادار من ليتون كندا. تم تطوير هذا داتالينك أصلا ليج-83 / سي-803 خليفة يج-82 / سي-802 واعتمد لترقية يج-82 / سي-802.
استنادا إلى داتالينك المرتبط بباحث الرادار تم أيضا تطوير داتالينك أحدث متوافق مع جميع أنواع طالبي البحث الثلاثة بنجاح مما مكن الصاروخ من تحسين قدرته على الهجوم إلى حد كبير من خلال السماح لطيار الطائرة أو طاقم السفينة عرض الصور المقدمة من قبل التلفزيون أو طالبي الأشعة تحت الحمراء وبالتالي لتحديد الأهداف المحتملة تماما مثل الطريقة التي استخدمها طيارو إيه-10 ثاندر بولت الثانية للصور التي تقدمها طالبي الأشعة تحت الحمراء التصوير من إيه جي إم-65 مافريك لخلال حرب الخليج الثانية. القدرة على الهجوم على الأرض هي المستفيد الأكبر منذ الأهداف المتنقلة على الأرض يمكن أن تشارك نتيجة لذلك على الرغم فقط عندما تم تجهيز الصاروخ مع التلفزيون والتصوير الأشعة تحت الحمراء ولكن ليس طالب الرادار. مثل داتالينك المرتبطة فقط مع طالب الرادار فإن داتالينك أحدث يسمح للمشغلين لتغيير مسار الصاروخ وتغيير الأهداف بعد الإطلاق. ومع ذلك لا توجد تقارير لدعم الادعاء بأن المشغل يمكن إنهاء الهجوم عن طريق داتالينك مثل ذلك من صاروخ بوينغ هاربون. هذا داتالينك الجديد لديه اختلاف بسيط جدا من رادار طالب المرتبط بداتالينك أنه وضع من حيث الأجهزة والفرق الرئيسي هو البرامج.
بالنسبة للنسخة التي تطلق من الجو فقد تم أيضا تطوير نظام عالمي للسكك الحديدية لإطلاق الصواريخ من طراز سي-802 مما يقلل وقت التركيب بشكل كبير. كما يسمح النظام الجديد تقريبا لأي طائرة في المخزون الصيني أن تكون مسلحة مع يج-82ك.
بالنسبة للنسخة التي تطلق على السطح وضعت الصين حاوية قاذفة / تخزين جديدة قادرة على التعامل مع صواريخ يج-8 (سي-801) ويج-82 (سي-802) وسي-1 أسو وأصبحت هذه الحاوية الجديدة معيارا.

### منصات التشغيل

#### السفن

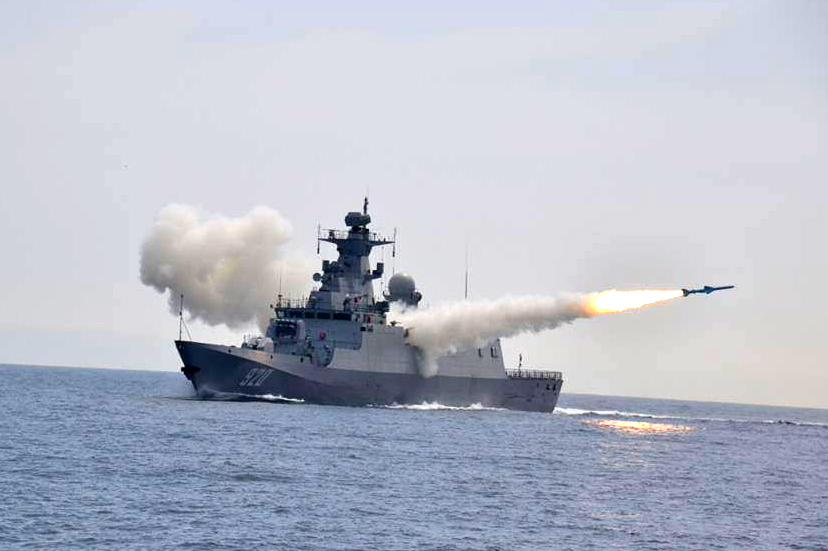
إطلاق سي-802 من سفينة كورفيت C28A الجزائرية.

- نوع 051ب (فئة لوهاي) دغ، نوع 053ه3 (جيانغ وى إي الدرجة) ففغ
- ألفاند الدرجة (سام) (فوسبر مك5 تايب) فريغاتس، فرقاطة مودج (إيران / نور)
- هودونغ الدرجة أ. ك. أ. الدرجة البرق (إيران / نور)
- فئة كامان (النوع المقاتل الثاني) الدرجة سينا (إيران / نور)
- الفرقاطة ف-22ب ذو الفقار (باكستان)
- القذائف الصاروخية من طراز جلالات الثاني (باكستان)
- ينس أزمت ينس أزمت فئة هجوم قارب (باكستان)
- بنس عثمان، نوع 053ه1 (جيانغو-إي) الفرقاطة الدرجة (بنغلاديش)
- بنس أبو بكر وبنس علي حيدر نوع 053ه2 (جيانغو-إي) الفرقاطة الدرجة (بنغلاديش)
- شادينوتا الدرجة كورفيتس.
- كورفيت C28A (الجزائر)

#### الطائرات
- شنيانغ جيه-15 (الصين)
- شيآن إتش-6 (الصين)
- شنيانغ جيه إتش-7 (الصين)
- جيه إف-17 ثاندر (باكستان)

#### أخرى
قاذفة شبه النقالة / المحمول على الأرض.

## المشغلون

### المشغلون الحاليون

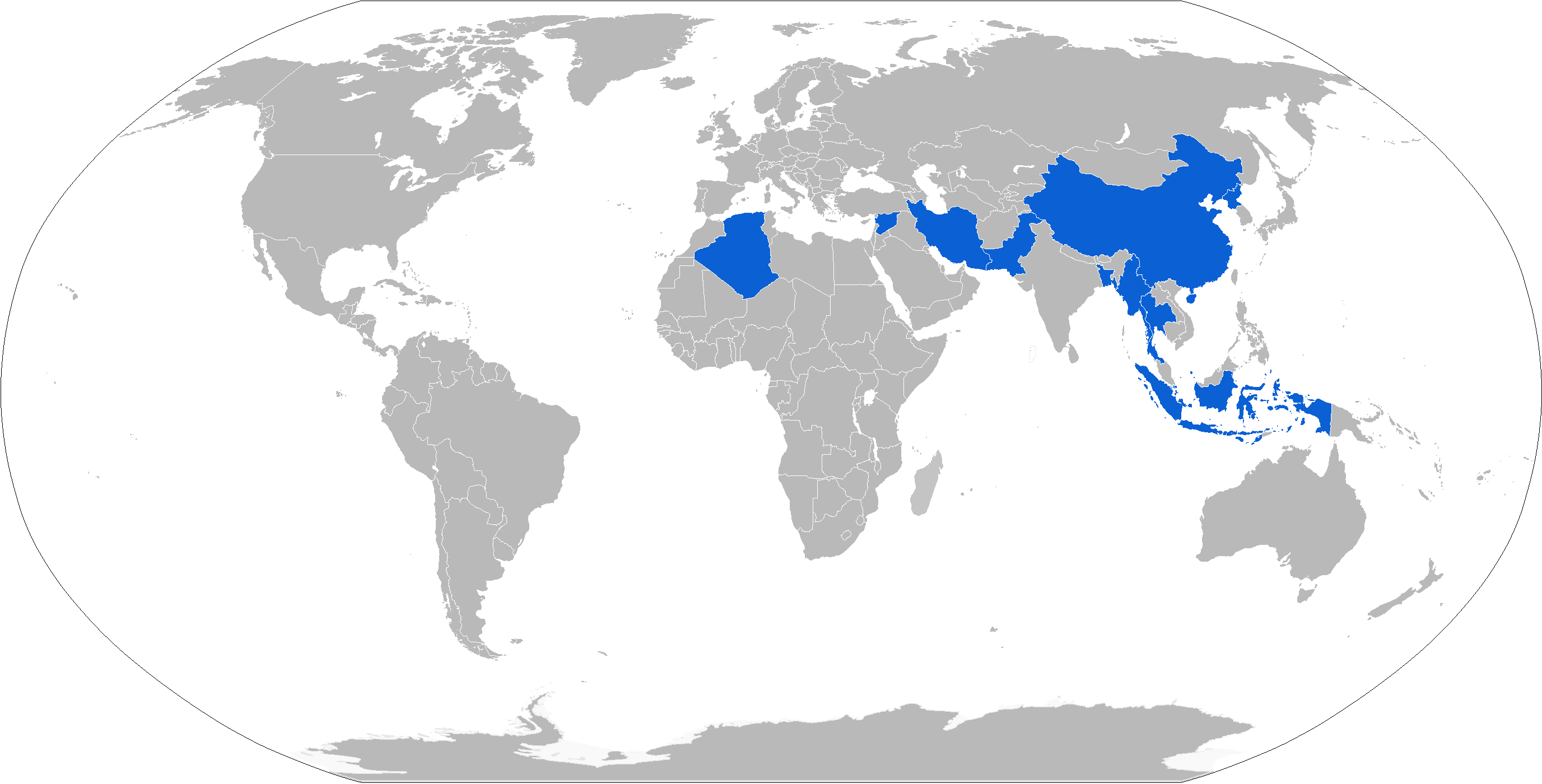
خريطة لمشغلي سي-802 باللون الأزرق.

- القوات البحرية الجزائرية
- بحرية بنغلاديش
- بحرية جيش التحرير الشعبي
- القوات البحرية الإندونيسية
- القوة البحرية لجيش الجمهورية الإسلامية الإيرانية
- بحرية كوريا الشمالية
- بحرية باكستان
- القوات الجوية الباكستانية
- بحرية ميانمار
- البحرية الملكية التايلاندية
- البحرية السورية

## تاريخ المشغلون

### الصين
يتم نشر يج-82 من قبل أحدث مقاتلي الصين بما في ذلك المدمرات والفرقاطات ورفع مستوى السفن السابقة بالصاروخ. يجري أيضا نشر أنظمة الرادار المحمولة جوا التي تحملها طائرات ثابتة الجناحين أو طائرات هليكوبتر لتوفير الاستهداف فوق الأفق. يطلق يج-82ك من خلال الطائرة تشيان جه-7 التي يمكن أن تحمل 4 صواريخ. ينشر الصاروخ أيضا في دور الهجوم البري على القصف من على الشاطئ.

### الشرق الأوسط
أفادت التقارير أن إيران اشترت نحو 60 صاروخا من طراز يج-82 في أعقاب حرب الخليج الثانية عام 1991.
تشير التقارير الإخبارية إلى أن هذا هو الصاروخ المستخدم في 14 يوليو 2006 في حرب لبنان 2006 عندما أطلقه حزب الله على سفينتين حربيتين إسرائيليتين. أصاب الصاروخ السفينة الحربية الفرقيطة آي إن إس هانيت مما تسبب في أضرار كبيرة وأربعة قتلى. ذكرت تقارير أن إيران قدمت الصواريخ لحزب الله ولكن إيران لم تأكد أو ترفض الخبر رسميا. أصيبت هانيت بأضرار جسيمة لكنها واصلت الإبحار من تلقاء نفسها إلى أشدود لإجراء الإصلاحات.
كانت السفينة الإسرائيلية تمتلك قدرات الدفاع الصاروخي المتطورة متعددة الطبقات: بندقية سيوس فالانكس وصواريخ باراك 1 المضادة للصواريخ. كان من المفترض أن تكون هذه الهجمات قادرة على منع هجوم صاروخي مضاد للسفن مثل يي - 82 ولكن وفقا للجيش الإسرائيلي فقد عوقبوا عمدا وقت وقوع الصواريخ المزعومة بسبب:
- عدم وجود معلومات استخباراتية تشير إلى أن حزب الله يمتلك مثل هذا الصاروخ.
- وجود العديد من طائرات القوات الجوية الإسرائيلية التي تقوم بعمليات في محيط السفينة التي قد تكون قد قصفت عن طريق الخطأ نظام مكافحة الصواريخ المضادة للطائرات / الجوي مع خطر اسقاط طائرة ودية. ومع ذلك فإن السفينة لديها (تثبيت اختياريا وخصوصا أثناء الحرب) تحديد صديق أو نظام المحقق عدو لمنع مهاجمة الطائرات الصديقة.

في 9 أكتوبر 2016 أفادت المدمرة الصاروخية الموجهة من الولايات المتحدة مدمرة يو إس إس ميسون (دي دي جي 87) عن تعرضها للهجوم في البحر الأحمر من خلال صواريخ كروز أطلقت من الأراضي في اليمن التي تسيطر عليها جماعة الحوثي. ظهرت الصواريخ على غرار الصاروخ الذي أطلقته اليمن في الأسبوع الماضي والذي أدى إلى تلف سفينة هسف سويفت المؤجرة تحت سيطرة الإمارات العربية المتحدة والتي تدعم الحكومة اليمنية في حرب أهلية ضد الحوثيين. تحليل الأضرار الناجمة عن هذا الصاروخ قاد الخبراء إلى الاعتقاد أنه كان سي-802. لم يصب أي من الصواريخ التي أطلقت على أوس ميسون أهدافها وادعت السلطات الأمريكية أن التدابير المضادة الدفاعية استخدمت بما في ذلك إطلاق الصواريخ الدفاعية.